# نوب طريف
قرية نوب طريف هي إحدى القرى التابعة لمركز السنبلاوين في محافظة الدقهلية في جمهورية مصر العربية. حسب إحصاءات سنة 2006، بلغ إجمالي السكان في نوب طريف 10255 نسمة، منهم 5110 رجل و5145 امرأة.

## التاريخ
قرية نوب طريف من القرى القديمة، حيث وردت باسم «نوب» في أعمال المرتاحية ضمن قرى الروك الصلاحي التي أحصاها ابن مماتي في كتاب قوانين الدواوين، كما وردت باسم «نوب» في أعمال الشرقية ضمن قرى الروك الناصري التي أحصاها ابن الجيعان في كتاب «التحفة السنية بأسماء البلاد المصرية». وفي العصر العثماني وردت باسم «نوب» في التربيع العثماني الذي أجراه الوالي العثماني سليمان باشا الخادم في عصر السلطان العثماني سليمان القانوني ضمن قرى ولاية الدقهلية، وفي تاريخ 1228هـ/1813م الذي عدّ قرى مصر بعد المسح الذي قام به محمد علي باشا باسم «نوب طريف» ضمن قرى مديرية الدقهلية.